# Lasino
Lasino (deutsch veraltet Lassen) ist eine Fraktion der italienischen Gemeinde (comune) Madruzzo und war bis 2015 eine selbstständige Gemeinde im Trentino in der Region Trentino-Südtirol.  

## Geografie
Lasino liegt etwa 11,5 Kilometer südwestlich von Trient auf einer Höhe von 463 m.s.l.m. auf der orographisch linken Talseite im Valle dei Laghi.

## Geschichte
Am 1. Januar 2016 schloss sich Lasino mit der Gemeinde Calavino zur neuen Gemeinde Madruzzo zusammen. Nachbargemeinden waren Calavino, Cavedine, Dro und Trient.